# Capitania-geral
Capitania-geral é a denominação dada as divisões administrativas dos antigos territórios ultramarinos do Império Espanhol e do Reino de Portugal, à frente dos quais estava um capitão-general.

## Portugal

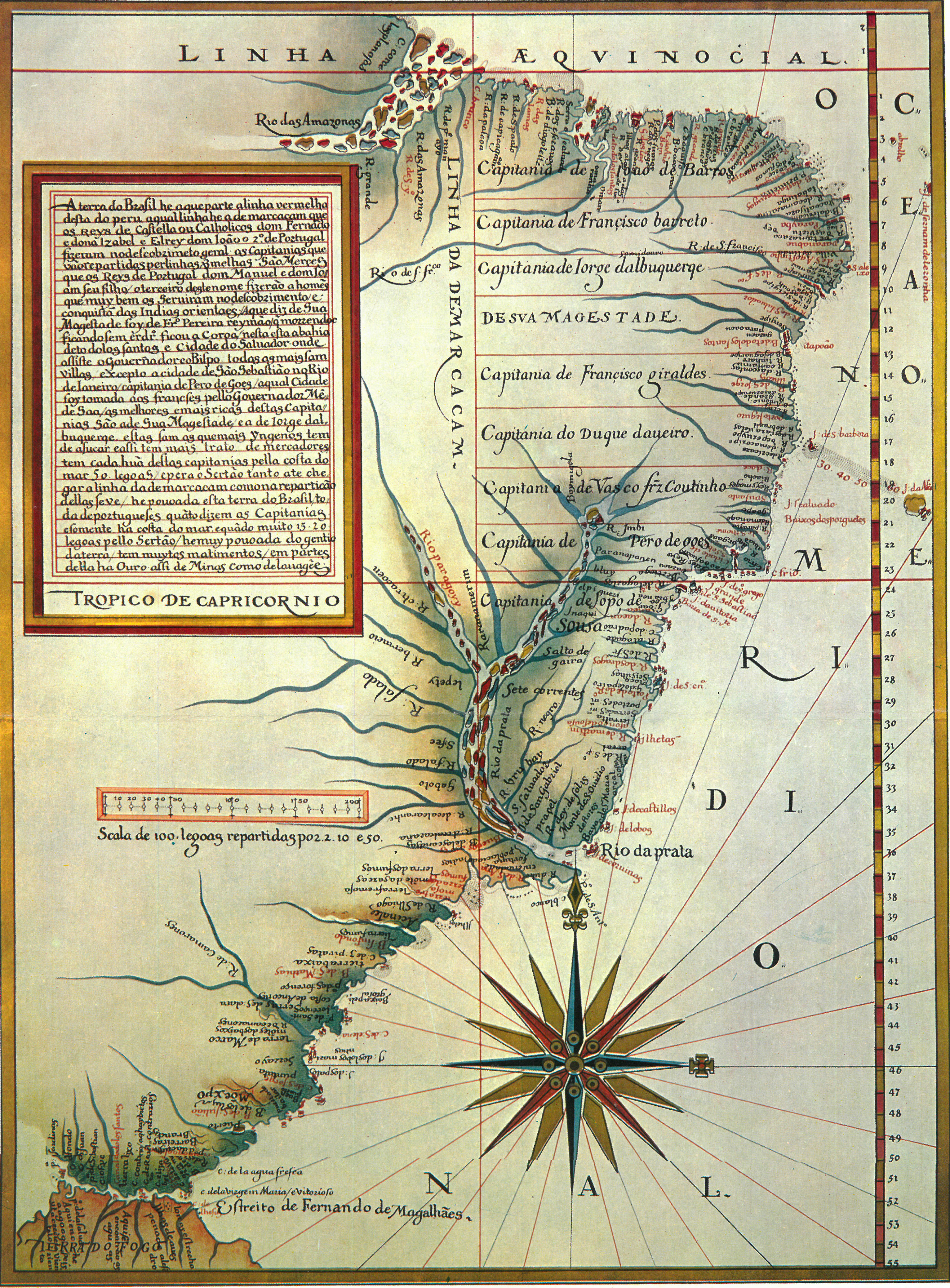
Nesse mapa de 1574 a Capitania da Baía de Todos os Santos já aparece como "Capitania de Sua Majestade"

Em Portugal, as capitanias-gerais, denominadas no Brasil também por capitanias reais, eram territórios administrados diretamente pela Coroa. Ao contrário das capitanias hereditárias, as capitanias reais eram governadas por um governador nomeado diretamente pela Coroa. A primeira capitania real do Brasil foi a Capitania da Baía de Todos os Santos, que a coroa comprou dos herdeiros do donatário Francisco Pereira Coutinho em 1548, seguida pela Capitania do Rio de Janeiro fundada em 1567 a partir da parte norte da Capitania de São Vicente. Com o passar do tempo todas as demais capitanias hereditárias foram sendo compradas pela coroa. A partir do governo do Marquês de Pombal, todas as donatarias, ainda existentes, foram substituídas por capitanias-gerais.
As últimas capitanias hereditárias a passar para o domínio direto da coroa foram a Capitania de Ilhéus (1754) e a de Porto Seguro (1761) que foram incorporadas a Capitania Real da Bahia, e a Capitania de Itamaracá, que em 1763, com a morte de seu último donatário, foi oficialmente extinta e anexada a Capitania Real de Pernambuco.
A extinção do sistema de capitanias no Brasil ocorreu, formalmente, em 28 de fevereiro de 1821, um pouco mais de um ano antes da declaração de independência. A maioria das capitanias tornaram-se províncias e o território de algumas, como o da capitania de São José do Rio Negro e o da capitania de Sergipe, foram anexados às novas províncias. Em outros territórios portugueses, as capitanias-gerais duraram, nos Açores e na Madeira, até 1832, altura em que aqueles arquipélagos foram transformados em províncias, governadas por prefeitos.

## Espanha
Capitania Geral era o território ou zona do Império Espanhol onde um capitão general exercia suas respectivas competências em matéria de força militar. A investidura de capitão general incluía outras funções atribuídas pela coroa, como a de governador e juiz superior da mesma jurisdição que fazia parte desta. Caso a capital (ou sede) da capitania geral contasse com uma audiência, o capitão general também era o presidente da audiência. Os vice-reis também tinham outras responsabilidades reais, sendo uma delas a de capitães gerais das demarcações correspondentes. Em algumas possessões espanholas de ultramar, caracterizadas geralmente por serem zonas de importância estratégica, tanto na luta contra as potências estrangeiras, pirataria, quanto na luta contra as tribos indígenas de difícil submissão, o cargo de capitão general e suas funções possuía maior relevância que as do cargo de governador ou presidente da audiência.
A acumulação deste ofício, com o de vice-rei, presidente-governador ou simples governador, remonta ao século XVI. Alfonso García-Gallo explicava que, estando pacificada a respectiva zona e não existindo tropas permanentes nela, a Capitania Geral nas Índias, durante o século XVI e até meados do século XVII, era mais um cargo secundário, por isso não se mencionava ao descrever as autoridades do território. Durante o século XVIII, a preocupação militar passou ao primeiro plano, revalorizando o cargo de capitão general, sendo que durante o reinado do monarca Filipe V foi revitalizada a antiga figura do capitão general, responsável pelo exército real presente em sua jurisdição. Assim, na Espanha, o ofício adquiriu um caráter essencialmente político, situando-o acima de outros ofícios — de administração de justiça, governo e fazenda pública —, sem perder seu conteúdo militar tradicional. Considerando essa evolução na Península Ibérica, García Gallo estimava que a criação deste cargo na Venezuela por real cédula de 8 de setembro de 1777 tinha conteúdo militar e também político: não estava somente acima dos restantes governadores na área militar, mas tinha a «superior jurisdição ou somente poder governativo» sobre as demais províncias (Trinidad, Cumaná, Margarita, Guiana e Maracaibo).
Outros autores, como Marino Brice Virago, Guerrilheiro Mirón e Antonino Muro Orejón, apontam que a real cédula de 1777 representou apenas a submissão das diferentes províncias no aspecto militar, de modo que a Venezuela não teria sido, governativamente, uma capitania geral. Muro Orejón defende que as capitanias gerais nas Índias eram exclusivamente instituições militares de alto nível e não instituições de governo indiano. Acrescenta que sua consideração como instituições de governo deve-se a uma confusão originada nos mapas e cartas náuticas das potências estrangeiras do século XVIII, onde era comum denominar as presidências-governações como capitanias gerais, já que o interesse delas era destacar a existência de um importante contingente militar nesses territórios, comandado por um capitão general, e não o título civil — presidente-governador — que a autoridade principal possuía. Além disso, também contribui o fato de que os cargos de presidentes-governadores foram, em geral, ocupados por militares durante aquela época, o que teria feito com que eles preferissem o título de capitão general ao título primordial e civil de presidente-governador.
As capitanias, ademais, caracterizavam-se por serem zonas de importância estratégica para a luta contra potências estrangeiras, contra a pirataria, assim como a luta contra tribos indígenas de difícil submissão.
As capitanias-gerais na América foram:

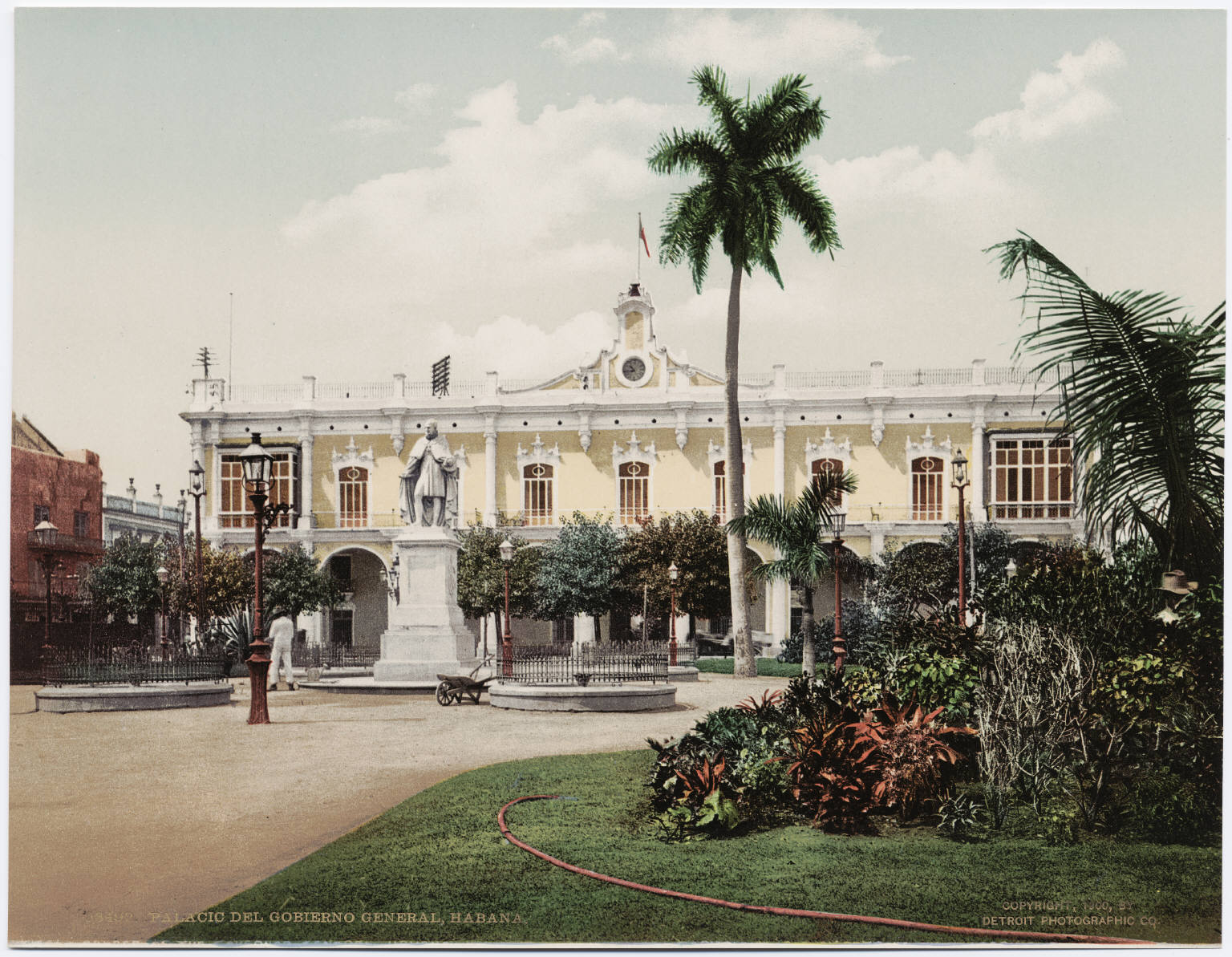
Palácio dos Capitães Generais em Havana, sede da antiga Capitania Geral de Cuba. Fotocromo realizado entre 1897-1924

- Capitania-Geral de Santo Domingo (1535-1795, 1809-1821, 1861-1865)
- Capitania-Geral do Chile (1541-1818)
- Capitania-Geral da Guatemala (1542-1821)
- Capitania-geral de Yucatán (1565-1821)
- Capitania-Geral de Porto Rico (1582-1898)
- Capitania-Geral de Cuba (1764-1898)
- Capitania-Geral da Venezuela (1777-1823)

As capitanias-gerais na Ásia foram:
- Capitania-geral das Filipinas (1565-1898)

### Constituição de 1812
A constituição espanhola de 1812 eliminou a figura do vice-rei, sendo substituída na América Espanhola pelas capitanias gerais.